# Jiul Petroșani
Jiul Petroșani is een voetbalclub uit Petroșani.
De club is opgericht als Clubul Atletic al Minerilor din Petroșani (Athletische Club van Petroșani Mijnwerkers). Verder in de tijd, is de naam nog een aantal keren veranderd.
Jiul werd gesponsord door de mijnwerkers unie en in de jaren 90 was Miron Cosma de voorzitter van Jiul. In 2007 degradeerde de club uit de hoogste klasse. In 2010 degradeerde de club zelfs naar de derde klasse.
De club heeft de Roemeense beker één keer gewonnen, in 1974.

## Jiul in Europa
Uitslagen vanuit gezichtspunt Jiul Petroșani
| Seizoen | Competitie   | Ronde | Land               | Club             | Totaalscore | 1e W    | 2e W    | PUC |
| ------- | ------------ | ----- | ------------------ | ---------------- | ----------- | ------- | ------- | --- |
| 1974/75 | Europacup II | 1R    | Vlag van Schotland | Dundee United FC | 2-3         | 0-3 (U) | 2-0 (T) | 2.0 |

Totaal aantal punten voor UEFA-coëfficiënten: 2.0